# Neopelomyia rostrata
Neopelomyia rostrata är en tvåvingeart som först beskrevs av Friedrich Georg Hendel 1911.  Neopelomyia rostrata ingår i släktet Neopelomyia och familjen Canacidae. Inga underarter finns listade i Catalogue of Life.